# سجل SAMPLE
سجل SAMPLE (لغة إنجليزية:SAMPLE history) هو اختصار ذاكري (فن الاستذكار الطبي) لتذكر الأسئلة الرئيسية للتقييم الطبي للشخص. يستخدم SAMPLE في بعض الأحيان بالتزامن مع العلامات الحيوية و تسلسل OPQRST. يتم استخدام الأسئلة الأكثر شيوعًا في مجال طب الطوارئ من قبل المستجيبين الأوائل أثناء التقييم الثانوي. يتم استخدامه لتنبيه الأشخاص، ولكن في كثير من الأحيان يمكن الحصول على الكثير من المعلومات من العائلة أو صديق المريض. في حالة الصدمة الشديدة، يكون هذا الجزء من التقييم أقل أهمية. أحد مشتقات SAMPLE هو سجل AMPLE الذي يركز بشكل أكبر على التاريخ الطبي للشخص.

## المعنى
- S - Signs/Symptoms = علامات / أعراض (الأعراض مهمة ولكنها غير موضوعية.)
- A - Allergies= الحساسية
- M - Medications= الأدوية
- P - Past Illnesses= الامراض السابقة
- L - Last Oral Intake= آخر جرعة شفوية(في بعض الأحيان أيضا آخر دورة شهرية.)
- E - Events= أحداث-إلتى ادت الي ظهور المرض.

## وصلات خارجية
- Understanding the SAMPLE History EMT Spot